# Lillesjön (Gällstads socken, Västergötland)
Lillesjön är en sjö i Ulricehamns kommun i Västergötland och ingår i Ätrans huvudavrinningsområde. Sjön har en area på 0,0156 kvadratkilometer och ligger 243,3 meter över havet. Sjön avvattnas av vattendraget Åsarpsån (Getavadån).

## Delavrinningsområde
Lillesjön ingår i det delavrinningsområde (639319-136042) som SMHI kallar för Inloppet i Bystadsjön. Avrinningsområdets medelhöjd är 234 meter över havet och ytan är 8,23 kvadratkilometer. Räknas de 2 avrinningsområdena uppströms in blir den ackumulerade arean 32,01 kvadratkilometer. Åsarpsån (Getavadån) som avvattnar avrinningsområdet har biflödesordning 4, vilket innebär att vattnet flödar genom totalt 4 vattendrag innan det når havet efter 147 kilometer. Avrinningsområdet består mestadels av skog (60 procent) och jordbruk (28 procent). Avrinningsområdet har 0,03 kvadratkilometer vattenytor vilket ger det en sjöprocent på 0,4 procent.